# Power to All Our Friends

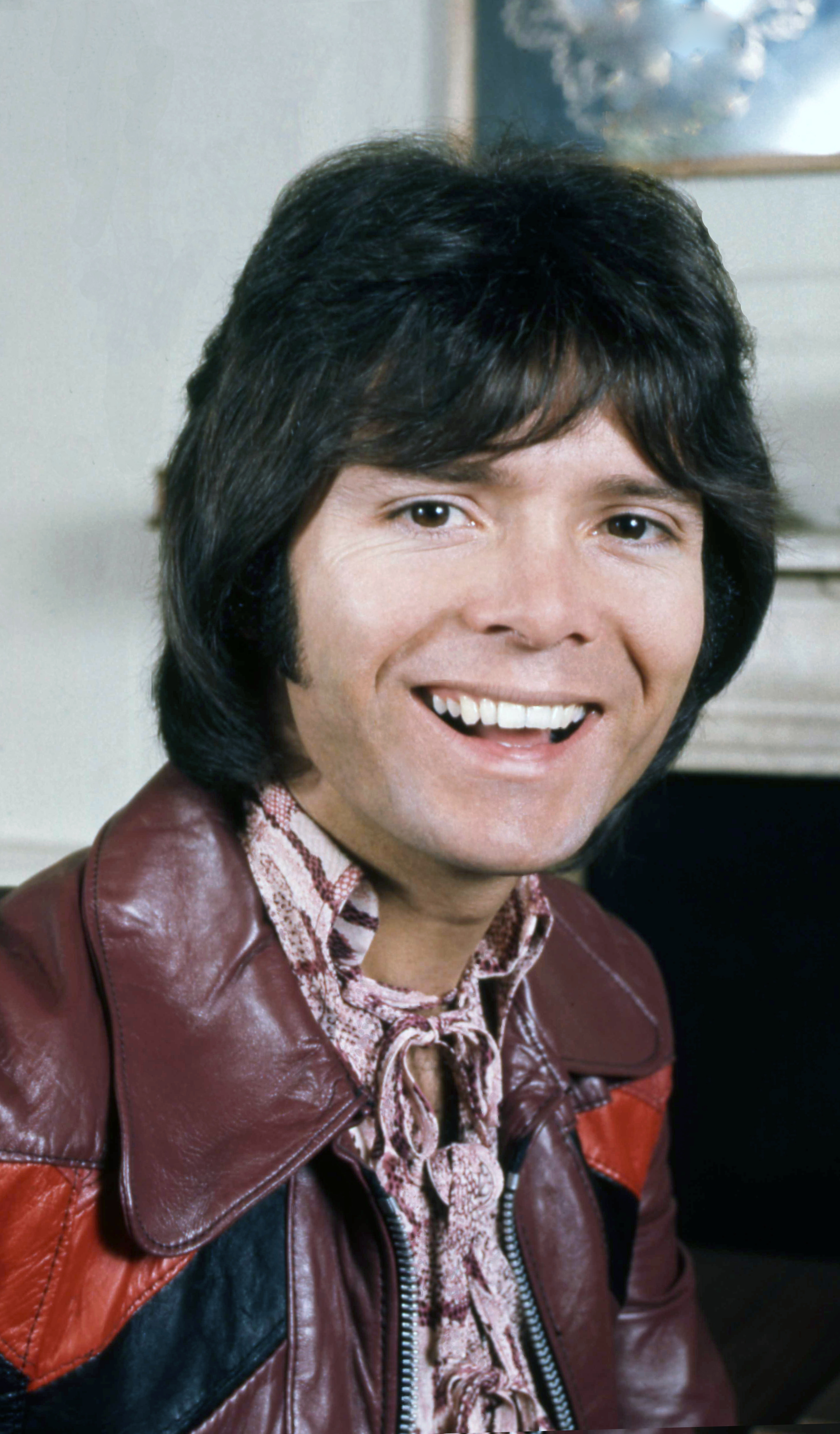
Sir Cliff Richard taken in his office London

"Power to All Our Friends" (tradução portuguesa: "Poder/Força a todos os nossos amigos" foi o tema que representou o Reino Unido no Festival Eurovisão da Canção 1973, interpretado em inglês por Cliff Richard. Foi a décima-quinta canção a ser interpretada na noite do evento, a seguir à canção irlandesa "Do I Dream, interpretada por Maxi. No final, Cliff Richard terminou em terceiro, tendo recebido 123 pontos. A canção fora escolhida via correio pelos espetadores britânicos. depois de assistirem às seis canções finalistas. Foi a segunda vez que Cliff Richard participou no Festival Eurovisão da Canção, a primeira fora em 1968 com a canção "Congratulations", onde terminou em segundo lugar.

## Autores
- Letrista: Guy Fletcher, Doug Flett
- Compositor: Guy Fletcher, Doug Flett
- Orquestrador: David McKay

## Letra
Na canção, pede força a uma série de pessoas e até elementos naturais. Dentre elas temos a música, aos rapazas que tocam música nas suas bandas, à terra, ao Sol, aos nossos amigos e claro à pessoa amada.

## Versões
Cliff Richard gravou esta canção em várias línguas: francês: "Il faut chanter la vie", alemão: Gut, dass es Freund gibt" e castelhano: "Todo el poder a los amigos".